# Abacetus inexspectatus
Abacetus inexspectatus là một loài bọ chân chạy thuộc phân họ Pterostichinae. Loài này được tìm thấy ở Azerbaijan.